# Byans-sur-Doubs
Byans-sur-Doubs település Franciaországban, Doubs megyében. Lakosainak száma 619 fő (2022. január 1.). Byans-sur-Doubs Abbans-Dessous, Osselle-Routelle, Quingey, Villars-Saint-Georges és Lombard községekkel határos.

## Népesség
A település népességének változása:
| Lakosok száma | 451  | 433  | 549  | 583  | 516  | 527  | 560  | 588  | 608  | 619  |
|               | 1968 | 1982 | 1990 | 2006 | 2013 | 2015 | 2017 | 2019 | 2020 | 2022 |